# Saiva (Gällivare socken, Lappland, 748245-164772)
Saiva är en sjö i Gällivare kommun i Lappland och ingår i Luleälvens huvudavrinningsområde. Sjön har en area på 2,52 kvadratkilometer och ligger 470 meter över havet. Saiva ligger i Sjaunja Natura 2000-område. Sjön avvattnas av vattendraget Amasjåkkå.

## Delavrinningsområde
Saiva ingår i det delavrinningsområde (748207-164858) som SMHI kallar för Utloppet av Saiva. Medelhöjden är 593 meter över havet och ytan är 27,13 kvadratkilometer. Räknas de 13 avrinningsområdena uppströms in blir den ackumulerade arean 161,79 kvadratkilometer. Amasjåkkå som avvattnar avrinningsområdet har biflödesordning 3, vilket innebär att vattnet flödar genom totalt 3 vattendrag innan det når havet efter 348 kilometer. Avrinningsområdet består mestadels av skog (53 procent) och kalfjäll (34 procent). Avrinningsområdet har 2,5 kvadratkilometer vattenytor vilket ger det en sjöprocent på 9,2 procent.

## Etymologi
Saivo kommer från det samiska ordet sájvva som betyder "helig dubbelbottnad sjö utan tillopp".